# 八尾市立長池小学校
八尾市立長池小学校（やおしりつ ながいけしょうがっこう）は、大阪府八尾市にある公立小学校。

## 沿革
- 1969年4月1日　八尾市立用和小学校より分離開校。しばらくは用和小学校に併設
- 1970年1月5日　新校舎へ移転
- 1970年1月15日　校歌制定
- 1982年7月28日　プール設置

## 出身者
- 黒田斗真[1]